# خواربتی
خواربتی (گرجی: ხვარბეთი) یک روستا در شهرداری ازورگتی ناحیه گوریا در غرب گرجستان است.